# توتلی سفلی
، سازمان نقشه‌برداری کشور</ref>}}
توتلی سفلی، روستایی از توابع بخش جرگلان شهرستان رازوجرگلان در استان خراسان شمالی ایران است.این روستا یکی از نمونه های بارز اشتغال وکارآفرینی ومحرومیت زدایی در مناطق مرزی است که با حمایت صندوق توسعه امید اقدام به ایجاد کارگاه تولیدی پوشاک کردند و به طور مستقیم باعث ایجاد 60 شغل در این روستا شده است . آقای محمد یزدانی با پیگیری های متداوم خود وپشتکار ستودنی باعث اجرای این طرح در این روستا شده اند وبه خاطر این تلاششان به عنوان یکی از کارآفرینان برتر خراسان شمالی شناخته شده اند.
علاوه براین اکثریت مردم این روستا به شغل های کشاورزی ودامپروری مشغول هستند واز محصولات کشاورزی روستای توتلی سفلی میتوان به گندم ،جو،کنجد،قارچ دکمه ای،انواع انگور،یونجه ،خیار میتوان نام برد .
هم چنین تعدادی از روستایان مشغول پرورش اسب اصیل ترکمن هستند .
از صنایع دستی تولیدی در این روستا میتوان از لباس های ابریشمی ونمد وفرش دستباف ترکمنی وقالی وقالیچه ،پشتی ،گلیم ،کلاه پشمی،ابریشم ، نام برد
ادیت الیم سیچیم ایچینه ://

## جمعیت
این روستا در دهستان جرگلان قرار دارد و براساس سرشماری مرکز آمار ایران در سال ۱۳۸۵، جمعیت آن ۴۴۹ نفر (۱۰۰خانوار) بوده‌است.